# Gobba di Rollin
Die Gobba di Rollin (ital., gobba = Buckel, Kuppe) bzw. Dos de Rollin (franz.) ist mit 3899 m ü. M. der höchste Punkt des Breithornplateaus. Der Berg bildet mit 85 m Schartenhöhe einen eigenständigen, flachen Gletschergipfel, der bergsteigerisch unbedeutend ist.
Mit einer Höhe von 3899 m ist Gobba di Rollin der höchste Punkt eines europäischen Skigebiets, der Theodulgletscher hat hier seinen Ursprung. Gobba di Rollin liegt auf der Grenze zwischen Schweiz und Italien. Das Plateau beginnt beim Klein Matterhorn, erstreckt sich bis nach Gobba di Rollin und fällt dann auf der italienischen Seite steil ab. Oft zählt man auch noch die Südseite des Breithorns zum Plateau, obwohl jene Seite zum Gipfel (4164 m) leicht ansteigt.
Zwei Skilifte führen nach Gobba di Rollin, beide auf der Walliser Seite. Der Start der Alpinen Skiweltcup-Rennstrecke Gran Becca liegt auf Gobba di Rollin.